# Titularerzbistum Pessinus
Pessinus (ital.: Pessinonte) ist ein Titularerzbistum der römisch-katholischen Kirche.
Es geht zurück auf ein früheres Bistum der gleichnamigen antiken Stadt in der römischen Provinz Galatia in der heutigen Zentraltürkei. 
| Titularerzbischöfe von Pessinus |                                 |                                                                 |                   |                   |
| Nr.                             | Name                            | Amt                                                             | von               | bis               |
| 1                               | Emilio Parodi CM                | Koadjutorerzbischof von Sassari (Königreich Italien)            | 27. März 1905     | 10. Oktober 1905  |
| 2                               | Constant-Ludovic-Marie Guillois | Altbischof von Le Puy-en-Velay (Frankreich)                     | 31. Mai 1907      | 22. Oktober 1910  |
| 3                               | Antun Bauer                     | Koadjutorerzbischof von Zagreb (Österreich-Ungarn)              | 20. Januar 1911   | 26. April 1914    |
| 4                               | Robert William Spence OP        | Koadjutorerzbischof von Adelaide (Australien)                   | 2. Mai 1914       | 6. Juli 1915      |
| 5                               | William Barry                   | Koadjutorerzbischof von Hobart (Australien)                     | 7. April 1919     | 8. Mai 1926       |
| 6                               | Nicola Giannattasio             | Altbischof von Nardò (Italien)                                  | 24. Juni 1926     | 24. August 1959   |
| 7                               | Gerald Patrick O’Hara           | Apostolischer Delegat im Vereinigten Königreich                 | 12. November 1959 | 16. Juli 1963     |
| 8                               | Paul Joseph Marie Gouyon        | Koadjutorerzbischof von Rennes, Dol und Saint-Malo (Frankreich) | 6. September 1963 | 4. September 1964 |
| 9                               | Gabriel Ganni                   | Koadjutorerzbischof von Bassora (Irak)                          | 2. März 1966      | 15. Januar 1971   |